# Ruda u Nového Strašecí
Ruda ist eine Gemeinde mit 701 Einwohnern (2006) in Tschechien. Sie liegt drei Kilometer südwestlich von Nové Strašecí und gehört zum Okres Rakovník. Die Gemeinde erstreckt sich über eine Fläche von 2167 ha.

## Geographie
Ruda befindet sich in 425 m ü. M. rechts des Flüsschens Klíčava am Rand des Pürglitzer Waldes, der das Dorf im Westen und Süden umgibt. Durch Ruda führt die Staatsstraße 237 zwischen Rakovník und Nové Strašecí. Nördlich wird Ruda von der Eisenbahnstrecke von Lužná nach Kladno tangiert, besitzt aber keine Bahnstation. Im Osten schließen sich die Halden der Bergbaulandschaft des Steinkohlenreviers Kladno an. Im Waldgebiet südlich des Ortes liegen bei Brejl an der Klíčava und entlang der Straße II/236 Reste der Pferdebahn Prag–Lana sowie die Einschicht Amálie mit der Jagdhütte des tschechischen Präsidenten. 
Nachbarorte sind Třtice im Norden, Nové Strašecí im Nordosten, Pecínov und Rynholec im Osten, Brejl im Süden, Amálie im Südwesten, Lužná im Westen sowie U Nádraží im Nordwesten.

## Geschichte
Die erste urkundliche Erwähnung des Herrensitzes Ruda stammt aus dem Jahre 1379.

## Sehenswürdigkeiten
- Barocke Kapelle des Hl. Schutzengels, erbaut im Jahre 1749

## Ortsgliederung
Für die Gemeinde Ruda sind keine Ortsteile ausgewiesen. Grundsiedlungseinheiten sind Amálie, Brejl und Ruda.